# Barbro Andersson (översättare)
Siv Barbro Pauline Andersson, född 22 juni 1937, död 4 juni 2021, var en svensk översättare från italienska och (i mindre utsträckning) rumänska. Mellan 1973 och 1978 översatte hon åtta böcker från rumänska åt Coeckelberghs förlag, bland annat fyra böcker av Zaharia Stancu; därefter koncentrerade hon sig på italienskan. Bland italienska författare som hon översatt kan nämnas Francesco Alberoni, Umberto Eco och Claudio Magris. Det är också Andersson som försvenskat Andrea Camilleris romaner om kommissarie Montalbano.

## Översättningar (urval)
- Mircea Eliade: Den gamle mannen och officeren (Pe strada Mântuleasa) (Coeckelberghs, 1978)
- Oriana Fallaci: En man (Un uomo) (Alba, 1981)
- Alberto Moravia: Betraktaren (L'uomo che guarda) (Bonnier, 1987)
- Roberto Saviano: Gomorra (Gomorra) (Bromberg, 2007)
- Andrea Camilleri: Krukmakarens åker (Il campo del vasaio) (Modernista, 2013)

## Priser
- Stiftelsen Natur & Kulturs översättarpris 2000
- Elsa Thulin-priset 2006